# Disphyma papillatum
Disphyma papillatum (Engels: Chatham Island ice plant) is een plantensoort uit de ijskruidfamilie (Aizoaceae). Het is een succulente plant of dwergstruik met een afgeplatte stam en kale driezijdige bladeren. De bloemen hebben wit, roze, donkerblauw of paarsgekleurde bloemblaadjes. De zaden zijn geelbruin tot bruin van kleur en hebben een omgekeerde eironde vorm.
De soort komt voor op de bij Nieuw-Zeeland horende Chathameilanden. Hij groeit daar op de Chatham Island, Pitt Island, South East Island, Mangere Island, Little Mangere en enkele nabijgelegen kleine eilandjes. De plant groeit er in overvloed op kustrotsen, kliffen en grind, vaak op zeer onbeschutte en onherbergzame locaties. De soort telt twee ondersoorten.